# Azelainsäure
Azelainsäure (Nonandisäure, 1,7-Heptandicarbonsäure) ist eine chemische Verbindung aus der homologen Reihe der Dicarbonsäuren. Ihre Salze und Ester heißen Azelate.

## Eigenschaften
Als zweiwertige Säure dissoziiert sie in Wasser in zwei Protolysestufen. Es existieren drei polymorphe Formen, die in α, β und γ unterschieden werden.

## Darstellung
Azelainsäure kann durch Oxidation von Rizinusöl mit Kaliumpermanganat hergestellt werden. Dabei wird zuerst das Rizinusöl zu Rizinolsäure hydrolysiert, die anschließend zu Azelainsäure oxidiert wird.
Die industrielle Herstellung von Azelainsäure erfolgt durch Ozonolyse von Ölsäure. Industriell werden durch Alkalischmelze von Rizinusöl mit Natriumhydroxid – über Rizinolsäure als Zwischenstufe – Sebacinsäure und 2-Octanol (Caprylalkohol) hergestellt.

## Verwendung

### Arzneimittel
Azelainsäure wird als Arzneistoff in der topischen Therapie der Akne und Rosazea verwendet. Auf der Haut wirkt Azelainsäure antibakteriell und antikomedogen. Sie hemmt die bakteriellen Proteinbiosynthese, DNA-Replikation und die mitochondriale Oxidoreduktase. Die antikomedogene Wirkung entsteht durch die Hemmung von Wachstum und Differenzierung der Hornzellen in der Epidermis und der Hemmung der Talgproduktion durch Hemmung der Umsetzung von Testosteron zu 5-Dihydrotestosteron. Azelainsäure wirkt entzündungshemmend, da es die Bildung entzündungsfördernder Sauerstoffderivate verhindert. Es kommen 20%ige Creme- und 15%ige Gelzubereitungen zum Einsatz. Azelainsäurehaltige Arzneimittel sind in Deutschland rezeptpflichtig.
Nebenwirkungen umfassen Rötungen, Brennen, Juckreiz und Spannungsgefühl und treten bei etwa 5–10 % der Anwender auf. Azelainsäure kann die Haut aufhellen. Die Anwendung ist während Schwangerschaft und Stillzeit möglich. Ein Übertritt in die Muttermilch ist nachweisbar.

### Hautpflege
Niedriger dosierte Zubereitungen zum Auftragen auf die Haut, die in der Regel weniger als 10 % Azelainsäure enthalten, werden als Kosmetika etwa in Drogeriemärkten und Online-Shops angeboten. Aufgrund der antibakteriellen und exfolierenden (schälenden) Wirkung sollen sie Hautunreinheiten, Pigmentflecken (Altersflecken) und Rötungen entgegenwirken.

### Kunststofftechnik
Verschiedene Diester von Azelainsäure, wie beispielsweise mit 2-Ethylhexanol (Diisooctylazelat, DIOZ), mit Butanol (Dibutylazelat, DBZ) oder mit Octanol (Dioctylazelat, DOZ), finden Anwendung als Weichmacher für Kunststoffe.

## Handelsnamen
Monopräparate
Skinoren (D, A, CH), Finacea (A)